# Deossisarpagina idrossilasi
La deossisarpagina idrossilasi è un enzima appartenente alla classe delle ossidoreduttasi, che catalizza la seguente reazione:
10-deossisarpagina + NADPH + H+ + O2 ⇄ sarpagina + NADP+ + H2O
L'enzima è una proteina eme-tiolata (P-450).